# Захарьев, Валерий Александрович
Валерий Александрович Захарьев (род. 13 июля 1953, Кустанай, Казахская ССР, СССР) — советский и российский актёр. Заслуженный артист Российской Федерации (1997).

## Биография
Валерий Захарьев родился 13 июля 1953 года в Кустанае.
В 1977 году окончил ВГИК (мастерская С. Ф. Бондарчука). Был актёром киностудии «Ленфильм». 
С 2000 года — актёр театра «Остров». 
В 2007 году дебютировал как кинорежиссёр, сняв ряд эпизодов «Улицы разбитых фонарей».

## Личная жизнь
В настоящее время разведён. Был женат дважды. Есть сын от первого брака и дочь от второго (1990 г.р.)

## Награды
- Заслуженный артист Российской Федерации (1997).

## Театральные работы
- «Все в сад» Роджер, Режиссёр: И. Шойхет
- «Эскориал», Король, Режиссёр: А. Галибин
- «7-я квартира», Роль: Сергей Игнатьевич, Режиссёр: А. Болонин
- «Без вины виноватые», Дудукин[2]

## Фильмография
- 2018 — Петербургский роман — Собутыльник Мишеля
- 2016 — Найти мужа Дарьи Климовой  — Антуан
- 2016 — Рассвет на санаторий — Дядя Коля, кок
- 2013 — На крыльях — врач скорой помощи
- 2012 — Личные обстоятельства — Борис Моисеевич, семейный врач Сундуковых
- 2011 — Защита свидетелей — нотариус
- 2010 — Семейный дом — врачик
- 2006 — Секретные поручения — член комиссии
- 2005 — Убойная сила-6 — Антонов, врач
- 2004 — Спецназ по-русски 2 — профессор Зарин
- 2004 — Агентство НЛС-2 — эпизод
- 2003 — Игра без правил —
- 2002 — Морской узел — Юрий Петрович бизнесмен
- 2001—2004 — Чёрный ворон — врач
- 2000 — Империя под ударом — социалист
- 1998—1999 — Улицы разбитых фонарей 2 — Иванов (серия «Любовный напиток»), Володя Игнатенко (серия «Отпуск для героев»)
- 1992 — Игра
- 1992 — 22 июня, ровно в 4 часа… — Петька младший брат Бабина, библиотекарь
- 1992 — В русском стиле — Игорь торговец оружия
- 1990 — Шаги императора —
- 1990 — Рассказы из разных карманов (фильм-спектакль)
- 1990 — Нет чужой земли — Константин Торсон
- 1989 — Кончина — Павел Жоров
- 1987 — Серебряные струны — красноармеец
- 1987 — Поражение — сотрудник лаборатории
- 1987 — Моонзунд — матрос пытался застрелить Артеньева
- 1986 — Покушение на ГОЭЛРО — Валет, вор-карманник
- 1986 — Лётное происшествие — Пилюта, авиатехник
- 1986 — Левша
- 1986 — Исключения без правил (фильм «Золотая пуговица») — врач
- 1985 — Ради нескольких строчек — Рыбаков, наборщик дивизионной газеты
- 1985 — Подвиг Одессы — эпизод
- 1985 — Воскресный папа — Саша, врач, коллега Димы
- 1985 — Вина лейтенанта Некрасова — стрелок, член экипажа самолёта
- 1984 — Один и без оружия — водитель Иван
- 1984 — Дорога к себе — Ваня
- 1984 — Выигрыш одинокого коммерсанта
- 1983 — Я тебя никогда не забуду — солдат в госпитале
- 1983 — Требуются мужчины — Малышонков
- 1983 — Небывальщина — эпизод
- 1983 — За синими ночами — Миша Грач, инженер-строитель
- 1983 — Этот негодяй Сидоров — Алёша Попович
- 1983 — Высокая проба — Усвятцев
- 1982 — Таможня — Пашка
- 1982 — Пространство для маневра — сотрудник конструкторского бюро
- 1982 — Встреча у высоких снегов
- 1981—1982 — Красные колокола — Панин
- 1981 — Штормовое предупреждение — Демьян
- 1981 — Против течения — эпизод
- 1981 — Ночь на четвёртом круге — Пилипков
- 1981 — Контакт — Игорь
- 1979 — Звон уходящего лета — эпизод
- 1978 — Сегодня или никогда — Владимир Щербаков математик
- 1978 — Поговорим, брат… — Лавруша
- 1977 — Степь — Степка
- 1977 — В профиль и анфас (Фильм третий. «Берега»)
- 1976 — Кафе «Изотоп» — эпизод